# William Michaelis
William Otto Ernst Michaelis (Bischofsburg, 19. lipnja 1871. -  Putbus, 5. siječnja 1948.) je bio njemački admiral i vojni zapovjednik. Tijekom Prvog svjetskog rata bio je načelnik stožera Flote otvorenog mora. 

## Vojna karijera
William Michaelis rođen je 19. lipnja 1871. u Bischofsburgu. U mornaricu je stupio u travnju 1889., te od 1894. služi u 1. flotili torpednih čamaca smještenoj u Kielu. Nakon završetka Pomorske akademije 1902. godine služi u ministarstvu mornarice, te Admiralitetu. Godine 1911. postaje načelnik odjela u Admiralitetu, te blisko surađuje s tadašnjim pruskim ministrom rata Josiasom von Heeringenom. U listopadu 1913. promaknut je u kapetana, te postaje zapovjednikom bojnog broda SMS Thüringen na čijem čelu dočekuje i početak Prvog svjetskog rata.

## Prvi svjetski rat
Zapovijedajući SMS Thüringenom Michaelis je sudjelovao u njemačkom bombardiranju Scarborougha, Hartlepoola i Whitbya u prosincu 1914., te Bitci kod Dogger Banka u siječnju 1915. godine. Nakon Bitke kod Dogger Banka u veljači 1915. Michaelis postaje načelnikom stožera Flote otvorenog mora gdje blisko surađuje sa zapovjednikom flote Hugom von Pohlom. Odlaskom Pohla s mjesta zapovjednika Flote otvorenog mora, s mjesta načelnika stožera na vlastiti zahtjev otišao je i Michaelis, te je u siječnju 1916. postao načelnikom odjela u ministarstvu mornarice. Navedenu dužnost obavlja do listopada 1918. kada postaje načelnikom općeg odjela ministarstva mornarice.

## Poslije rata
Dužnost načelnika općeg odjela ministarstva mornarice Michaelis obavlja do listopada 1919. kada postaje direktorom ureda u Admiralitetu. U prosincu 1919. promaknut je u čin kontraadmirala.
U ožujku 1920. Michaelis postaje načelnikom Admiraliteta na kojem mjestu zamjenjuje Adolfa von Trothu koji je bio prisiljen dati ostavku zbog uloge u Kappovom puču. Dužnost načelnika Admiraliteta Michaelis obavlja do rujna 1920. kada ga na tom mjestu zamjenjuje Paul Behncke. U prosincu te godine unaprijeđen je u viceadmirala, te se ubrzo nakon toga umirovljuje.
William Michaelis preminuo je 5. siječnja 1948. godine u 77. godini života u Putbusu.

## Vanjske poveznice
(njem.) William Michaelis na stranici Bundesarchiv.de